# Story Op.1
The Collection: Story Op.1 (кор. 소품집 : 이야기 Op.1; романизация: Sopunjib: Iyagi Op.1) – первый музыкальный сборник южнокорейского автора-исполнителя, звукозаписывающего продюсера, автора и главного вокалиста бойбенда SHINee Джонхён. Был выпущен 17 сентября 2015 года лейблом S.M. Entertainment при поддержке KT Music. Промоушен на музыкальных шоу не проводился.

## Предпосылки и релиз
С тех пор, как я начал вести «Голубую ночь», я размышлял, как хорошо представить себя в программе.… Как и ожидалось, завершением стала связь со слушателями и музыкой! Поэтому я подготовил проект, где самостоятельно написал песню, которая сможет стать очень близкой к истории слушателя, и вы её услышите. Название рубрики – «Лирика Голубой Ночи, Композиция Этого Человека». Она не будет в эфире еженедельно, но будет лишь единожды в несколько месяцев как специальный сегмент, поэтому присылайте много историй, и я приму их через домашнюю страницу.
Все песни со сборника были выпущены в период с июля 2014 по июль 2015 года в демо-версиях, и полноценные и обработанные версии включены в альбом. «End of the Day» была выпущена как промосингл 16 сентября 2015 года. В видеоклипе снялся японский актёр Рёхэй Отани.

## Композиции
«Like You» впервые была проиграна на радио 8 июля 2014 года. Песня основана на реальной истории одного из слушателей, в которой рассказывается о любви к человеку, в чём он не может должным образом признаться. Джонхён написал текст со взгляда самого слушателя, угадав чувства того, кто ему нравится. «I’m Sorry» была представлена 10 июля. Песня основана на истории девушки, которая не может ответить на письмо своего бывшего парня по электронной почте. Джонхён написал текст, основываясь на её чувствах, так как он почувствовал, что у слушательницы «есть чувство сожаления». «U & I» представили 14 июля, её основой послужили отношения между Джонхёном и его слушателями: «Относитесь к ‘Голубой ночи’ как к дневнику и чувствуйте себя свободными, чтобы я знал ваши истории». «End of the Day» была представлена 10 ноября. Основой послужили чувства Джонхёна после возвращения с работы. Вдохновением на написание текста стала собака Джонхёна – Ру. «Happy Birthday» − композиция о меланхоличном праздновании Дня рождения, основанная на историях слушателей, которые отмечают свои дни рождения в одиночестве или празднуют дни рождения тех, кто давно ушёл из жизни.
«Maybe Tomorrow» была представлена 7 апреля 2015 года. Песня служит подбодрением для слушателей, которые часто размышляют о том, чтобы взять день перерыва от работы. Начало композиции содержит в себе запись телефонного разговора Джонхёна и пианиста Соджина из группы композиторов WeFreaky, который также является его лучшим школьным другом. Композиция «Diphylleia Grayi», представленная 10 апреля, использует метафору двулистника как олицетворение внутренней и внешней борьбы. Джонхён старался написать песню, которая могла бы стать саундтреком к исторической корейской дораме. «02:34» − песня о дружбе, её основой стал опыт Джонхёна выпивать с друзьями после работы. «Fine» была представлена 13 июля, и повествует о «решающем моменте действия, что может произойти между мужчиной и женщиной, оставшихся в одиночестве». Джонхён использует эту метафору для описания будущих возможностей.

## Список композиций
Все тексты написаны Ким Джонхён, вся музыка написана Ким Джонхён и Wefreaky с другими композиторами.
| №                   | Название                    | Текст песни         | Музыка                         | Аранжировка                    | Длительность |
| ------------------- | --------------------------- | ------------------- | ------------------------------ | ------------------------------ | ------------ |
| 1.                  | «하루의 끝 (End of a Day)»  | Ким Джонхён         | Ким Джонхён, Wefreaky          | Ким Джонхён, Wefreaky          | 4:37         |
| 2.                  | «U & I»                     | Ким Джонхён         | Ким Джонхён, Wefreaky          | SCORE                          | 2:51         |
| 3.                  | «Like You»                  | Ким Джонхён         | Ким Джонхён, Wefreaky          | philtre                        | 3:15         |
| 4.                  | «산하엽 (Diphylleia Grayi)» | Ким Джонхён         | Ким Джонхён, Wefreaky          | E-Nail                         | 4:35         |
| 5.                  | «Happy Birthday»            | Ким Джонхён         | Ким Джонхён, Wefreaky          | SCORE                          | 2:51         |
| 6.                  | «미안해 (I'm Sorry)»        | Ким Джонхён         | Ким Джонхён, Wefreaky          | E-Nail                         | 4:11         |
| 7.                  | «02:34»                     | Ким Джонхён         | Ким Джонхён, Wefreaky, heuktae | Ким Джонхён, Wefreaky, heuktae | 3:46         |
| 8.                  | «그래도 되지 않아? (Fine)»  | Ким Джонхён         | Ким Джонхён, Wefreaky, heuktae | Ким Джонхён, Wefreaky, heuktae | 3:04         |
| 9.                  | «내일쯤 (Maybe Tomorrow)»   | Ким Джонхён         | Ким Джонхён, Wefreaky          | SCORE                          | 3:13         |
| Общая длительность: | Общая длительность:         | Общая длительность: | Общая длительность:            | Общая длительность:            | 32:23        |

## Чарты
| Страна      | Чарт                    | Пиковая позиция |
| ----------- | ----------------------- | --------------- |
| Южная Корея | Gaon Weekly Album Chart | 3               |
| Япония      | Oricon                  | 5               |
| США         | Billboard World Albums  | 7               |

## История релиза
| Страна        | Дата                  | Формат            | Лейбл                        |
| ------------- | --------------------- | ----------------- | ---------------------------- |
| По всему миру | 17 сентября 2015 года | Цифровая загрузка | S.M. Entertainment           |
| Южная Корея   | 17 сентября 2015 года | Цифровая загрузка | S.M. Entertainment, KT Music |
| Южная Корея   | 18 сентября 2015 года | CD                | S.M. Entertainment, KT Music |